# Kaplica św. Publiusza w Għasri
Kaplica św. Publiusza (malt. Il-Kappella ta’ San Publiju, ang. St. Publius Chapel) – rzymskokatolicka kaplica w przysiółku Għammar, na obrzeżach wioski Għasri na wyspie Gozo, Malta.

Mimo że kaplica znajduje się w Għasri, podlega jurysdykcji i administracji parafii w sąsiedniej wiosce Għarb.

## Historia

### Oryginalna kaplica
Pierwotnie w tym miejscu stała kaplica pod wezwaniem św. Leonarda (malt. San Anard), której budowniczym był ok. 1550 niejaki Ġorġ Tewma. Za kaplicą znajdował się cmentarz. Po wizycie biskupa Balaguera w 1654 kaplica została zdesakralizowana z powodu fatalnego stanu. W 1657 budynek kompletnie się zawalił.

### Kaplica dzisiejsza
Kaplicę, która stoi do dzisiaj postawiono na miejscu kaplicy św. Leonarda. Fundatorem jej był ks. Ġużepp Cassar, rektor pierwszego kościoła ta' Pinu. Kamień węgielny położony został 26 lipca 1850. Ukończoną kaplicę 10 października 1852 poświęcił i nadał jej wezwanie św. Publiusza ks. Salvatore Mizzi, archiprezbiter Għarb. Jest to pierwsza i, jak dotąd jedyna świątynia na Gozo mająca tego patrona.

## Architektura

### Wygląd zewnętrzny

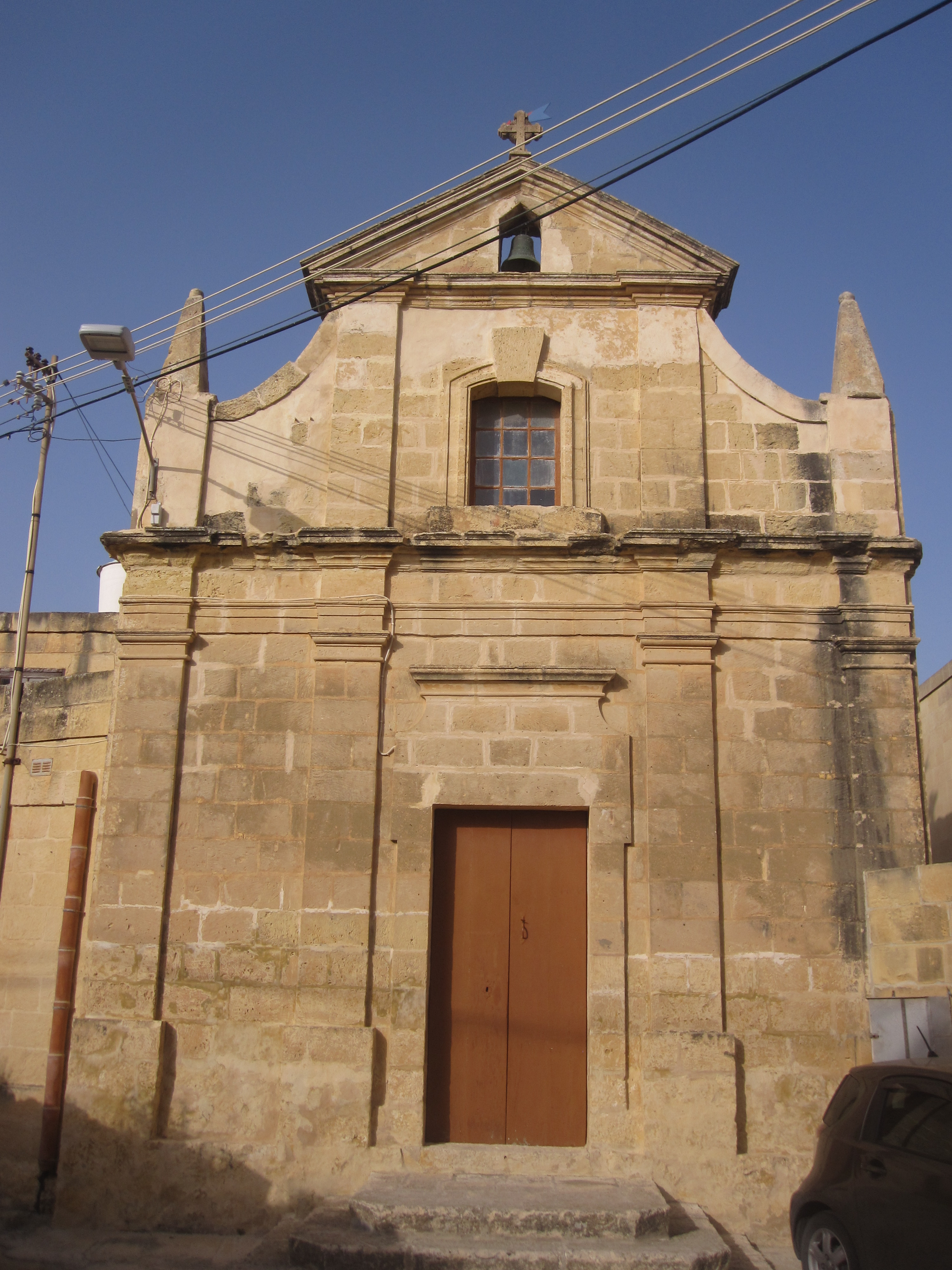
Fasada kaplicy św. Publiusza „ta’ Għammar”

Fasada kaplicy jest podzielona na dwa poziomy. Na dolnym cztery doryckie pilastry podpierają belkowanie, ponad którym wznosi się górny poziom. Do drzwi, położonych centralnie i otoczonych kamiennym profilem, prowadzą trzy schody. Na wyższym poziomie dwa pilastry wyprowadzone z dwóch centralnych dolnych, wpierają trójkątny fronton, w którym jest niewielki otwór na dzwon. Całość wieńczy kamienny krzyż. Pomiędzy pilastrami prostokątne okno, doświętlające wnętrze świątyni. Od frontonu w obu kierunkach do skrajnych elementów architektonicznych w kształcie piramid, biegnie spływ wolutowy. W 1967 zakupione zostały przez ówczesnego rektora kaplicy ks. L. Portelliego dwa dzwony. Zostały one poświęcone 16 kwietnia 1967 przez biskupa Nikola Cauchiego, i otrzymały imiona „Publiju” i „Pawlu”.

### Wnętrze kaplicy
Jak wiele kaplic budowanych w tym okresie, kaplica św. Publiusza przykryta jest sklepieniem beczkowym. Jedyny ołtarz, marmurowy, z niedatowanym obrazem tytularnym pędzla ks. Bernarda Theumy, przedstawiającym św. Publiusza w szatach biskupich. Po obu stronach ołtarza znajdują się dwa obrazy, Niepolalane Poczęcie oraz Wniebowzięcie Maryi Panny. Kościół posiada również stacje drogi krzyżowej pochodzące z czasu jego poświęcenia.
 
Podłoga świątyni wyłożona jest czarno-białymi płytkami. Na środku znajduje się płyta nagrobna z krzyżem i biretem, lecz bez żadnej inskrypcji. Mówi się, że pochowany jest tu ks. Franġisk Mercieca, który przez szereg lat był rektorem kaplicy. Był on spokrewniony z Franġisku Saverju Merciecą przez jego matkę.

## Świątynia dzisiaj
Kaplica św. Publiusza jest obecnie w dobrym stanie. Codziennie odmawiany jest różaniec i inne nabożeństwa. Msza święta odprawiana jest w każdy pierwszy piątek miesiąca.

## Święto patronalne
Święto patronalne przypada 22 stycznia, obchodzone jest w trzecią lub czwartą niedzielę tego miesiąca.

## Ochrona dziedzictwa kulturowego
Od 27 sierpnia 2012 budynek świątyni umieszczony jest na liście National Inventory of the Cultural Property of the Maltese Islands pod nr. 00973.